# Đại sứ quán Việt Nam tại Moskva
Đại sứ quán Việt Nam tại Moskva là nơi làm việc của phái bộ ngoại giao Việt Nam tại Nga, nằm tại số 13, phố Bolshaya Pirogovskaya (tiếng Nga: ул. Большая Пироговская, 13), thủ đô Moskva.

## Danh sách đại sứ Việt Nam tại Liên Xô
- Nguyễn Lương Bằng: 1952–1956
- Nguyễn Văn Kỉnh: 1956–1966
- Nguyễn Thọ Chân: 1967 – 1971
- Võ Thúc Đồng: 1972–1974
- Nguyễn Hữu Khiếu: 1974–1980
- Nguyễn Hữu Mai: 1980–1982
- Đinh Nho Liêm: 1982–1986
- Nguyễn Mạnh Cầm: 1987–1991

## Danh sách đại sứ Việt Nam tại Liên bang Nga
- Hồ Huấn Nghiêm: 1992–1996
- Ngô Tất Tố: 1996–2001
- Nguyễn Văn Ngạnh: 2002–2007
- Bùi Đình Dĩnh: 2007–2011
- Phạm Xuân Sơn: 2011–2014
- Nguyễn Thanh Sơn: 2014–2018
- Ngô Đức Mạnh: 2018–2021
- Đặng Minh Khôi: 2021–nay